# エフエム魚沼
エフエム魚沼株式会社（エフエムうおぬま）は、新潟県魚沼市に所在する放送事業会社である。魚沼市の一部地域を放送区域としてFMうおぬまの愛称でコミュニティ放送を行うほか、魚沼ケーブルテレビの番組制作、自治体や企業向けプロモーション映像の制作、YouTube『魚沼産ちむちむチャンネル』の運営等の映像制作事業を展開している。

## 概要
2015年（平成27年）開局。資本金は2千5百万円で、市内外の個人及び企業による出資のみで魚沼市からの出資はない純民間の株式会社である。魚沼市役所旧堀之内庁舎内に本社が所在し、公営である魚沼ケーブルテレビの自主放送も委託されている。
コミュニティFMの放送区域は、魚沼市（人口36,919人、13,256世帯、平成30年1月31日現在）と称している。
24時間放送で、自社制作番組以外はJ-WAVEの番組を放送する。
インターネット配信はJCBAインターネットサイマルラジオによる。
送信所
| 送信所 | 空中線電力 | 設置場所                       |
| --- | ---------- | ------------------------------ |
| 親局 | 20W        | 魚沼市大石                     |
| 折立中継局 | 3W         | 魚沼市折立（下折立農村公園内） |
| 入広瀬中継局 | 3W         | 魚沼市横根（越後ハーブ香園内） |
| 福山新田中継局 | 3W         | 魚沼市福山新田                 |
| ギャップフィラー中継局 | 0.2W       | 魚沼市十日町                   |
| ギャップフィラー中継局 | 0.25W      | 魚沼市水沢                     |
| - 親局のコールサインはJOZZ4AS-FM - 周波数はすべて81.4MHz - ギャップフィラー中継局は魚沼市が受信障害対策中継放送の制度により免許を取得 |            |                                |

## 沿革
- 2015年（平成27年）
  - 2月12日 - 魚沼市コミュニティFM設立準備会が特定地上基幹放送局の予備免許取得[2][3]
  - 3月19日 - エフエム魚沼株式会社設立[1]
  - 12月17日 - 特定地上基幹放送局の免許を取得[4]し、開局
- 2016年（平成28年）
  - 2月9日 - 災害時における緊急情報放送に関する協定を魚沼市と締結[5]
  - 4月1日 - 魚沼市より魚沼ケーブルテレビの番組制作業務を受託
  - 6月10日 - 日本コミュニティ放送協会に加盟[6]
  - 12月27日 - 折立中継局と入広瀬中継局の予備免許取得[7]
- 2017年（平成29年）
  - 3月22日 - 折立中継局と入広瀬中継局の免許取得[4]
- 2018年（平成30年）
  - 3月13日 - 魚沼市がギャップフィラー中継局の予備免許取得[8]
  - 4月18日 - 魚沼市がギャップフィラー中継局の免許取得[4]

## 自社制作番組
- だんだんど〜もMorning Today（月 - 金曜 7:00 - 9:00）
- 昼ドキGoGo!（月 - 金曜 12:00 - 13:00）
- ゆうがたラジオEvening Hour（月 - 金曜 16:30 - 18:30）
- 治ちゃん＆となりのミヨちゃん タイムトリップ in UONUMA（月 - 18:30 ※喜楽荘・魚沼レトロ化計画）￼
- 兄貴with Yellow Gate 晩方ロック（火 - 18:30）
- Season Music Radio（水 - 22:00 ※Season）￼
- ひびラジ（木 - 18:07 ※魚沼市小出郷文化会館）
- 魚沼市観光協会のお知らせ（金 - 8:15 ※魚沼市観光協会）
- うおマジラジオ（毎月最終水曜 8:40 ※魚沼地域振興局）
- こまみの湯ったりラジオ（第3金曜 8:30 ※見晴らしの湯こまみ）

　※番組提供スポンサー

## 防災ラジオ
魚沼市は、2016年（平成28年）から防災ラジオ（緊急告知FMラジオ）を全世帯および事業所に無償貸与している。
エフエム魚沼のみを受信する専用受信機である。